# Franz Hruska
Franz Hruska (* 21. November 1888 in Dobrzan, Bezirk Mies, Böhmen; † 29. April 1977) war ein deutscher Politiker und Landtagsabgeordneter der (SPD).

## Leben und Beruf
Nach dem Besuch der Volksschule war Hruska als Bergmann beschäftigt. Von 1909 bis 1933 war er gewerkschaftlich tätig, z. B. von 1926 bis 1933 als Betriebsrat der Zeche Hannibal in Bochum. 

## Politik
Franz Hruska wurde 1912 Mitglied der SPD und war in zahlreichen Gremien der Partei vertreten. 
Er war ab 1919 Mitglied des Vorstandes der SPD und von 1931 bis 1933 Vorsitzender des Stadtverbandes der SPD Wanne-Eickel. Nach dem Kriege war er von 1945 bis 1946 erneut Stadtverbandsvorsitzender. 1916 wurde er Stadtverordneter und ab 1946 erneut Stadtverordneter sowie Fraktionsvorsitzender der SPD.
Vom 20. April 1947 bis zum 4. Juli 1954 war Hruska Mitglied des ersten und  zweiten gewählten Landtags des Landes Nordrhein-Westfalen. Er wurde jeweils im Wahlkreis 099 Wanne-Eickel direkt gewählt.